# Chorizococcus polyporus
Chorizococcus polyporus är en insektsart som beskrevs av Mckenzie 1961. Chorizococcus polyporus ingår i släktet Chorizococcus och familjen ullsköldlöss. Inga underarter finns listade i Catalogue of Life.